# 维克托·舍伊莫夫
维克托·伊万诺维奇·舍伊莫夫（俄语：Виктор Иванович Шеймов，1946年5月9日—2019年10月18日），男，莫斯科人。俄罗斯计算机安全技术专家。前克格勃少校。1980年在美国中央情报局的协助下逃离苏联，之后一直在美国生活。
在获得美国公民权后，他一直在计算机安全行业工作，曾任北弗吉尼亚高级网络安全技术开发商“因维克塔网络公司”的首席执行官。他还出版了回忆录《秘密之塔》，介绍了自己在克格勃的工作经历，以及叛变后在美国的生活。

## 经历
舍伊莫夫生于莫斯科的一个干部家庭。父亲是工程师，母亲是心脏病专科医师。他于1970年毕业于鲍曼莫斯科国立技术大学，并于次年加入克格勃，担任过各种技术职务。
在职期间，他曾在负责密码、通信和技术安全的第八总局工作。1974年，他被派往驻莫斯科西南行政区亚先涅沃区的第一总局，负责监督对外情报工作。他担任通讯监视官，负责监视来自世界各地的所有传入克格勃的信号情报。他的日常任务之一是为苏共中央政治局委员准备每日情报简讯。1976年，他被分配到通信安全领域，其中包括密码破译和反间谍活动。到1980年，他负责监视克格勃所有的密碼通信。
舍伊莫夫的职业生涯非常顺利。但随着军衔的提升，他对苏联的生活逐渐不满。他对这种所谓的政治制度感到幻灭。他看到了共产主义与现实的巨大矛盾，他的工作似乎只是为少数官员服务。于是最终做出了向美国投誠的决定。
1980年5月，他携带妻子奥尔加和女儿叶琳娜，在美国中央情报局的秘密保护下“出国”。由于非常谨慎，几乎没有留下任何证据。克格勃在发现他失踪后，曾怀疑他和家人在旅行途中被谋杀。其领导高层完全不知道他实际上在美国。他选择的时机也很重要：当时正值1980年夏季奥林匹克运动会的准备时期，克格勃基本在做反情报工作。舍伊莫夫变装成飞行员，很容易就躲过了检查。妻子和女儿则躲藏在储藏间的箱子中。他们成功的逃离了苏联。但是舍伊莫夫当时仍然背负着克格勃的一些工作计划，包括前往也门等地的任务。因此舍伊莫夫需要与美国情报人员面谈，以最终确定计划的所有细节。
克格勃将舍伊莫夫的下落不明当作失踪处理，并认为所有密码都是安全的。直到1985年夏，雙重間諜奥德里奇·艾姆斯才告诉苏联情报人员美国人从1980年就开始使用亚先涅沃的电缆通讯。
维克托·舍伊莫夫与联邦调查局间谍罗伯特·汉森是好友。汉森在被出卖前，曾经要求舍伊莫夫为他提供一个职位。然而舍伊莫夫却没有给他。两人在1980年末相识，当时舍伊莫夫还是美国国家安全局的顾问，汉森是他在美国联邦调查局的联络人。
维克托·舍伊莫夫于2019年10月18日在弗吉尼亚州因肺病并发症去世。